# Dominic Bird
Dominic Joseph Bird (Waipukurau, 9 aprile 1991) è un rugbista a 15 neozelandese, seconda linea del Racing 92 in Top 14.

## Biografia
L'esordio di Bird nel rugby professionistico fu nel 2011, quando debuttò nel National Provincial Championship per la provincia di Canterbury contro Manawatu: campione provinciale già al primo anno, quando ripeté l'impresa l'anno successivo fu contattato da John Kirwan, allenatore dei Blues, il quale aveva intenzione di ingaggiarlo per la franchise da lui guidata., ma Bird decise di rimanere a Canterbury e firmò un contratto per la relativa compagine di Super Rugby, i Crusaders.
Il debutto in Super Rugby avvenne nel 2013, singolarmente proprio contro i Blues che avrebbero voluto ingaggiarlo.
Nello stesso anno giunse anche l'esordio internazionale con gli All Blacks, a Tokyo contro il Giappone; alla fine del 2014 fu convocato da John Kirwan, nell'occasione selezionatore dei Barbarians, nella squadra britannica a inviti per un incontro a Twickenham contro un XV dell'Australia.

## Palmarès
- National Provincial Championship: 5
Canterbury: 2012, 2013, 2015, 2016, 2017